# Главная сцена
«Гла́вная сце́на» — российский музыкальный развлекательный телевизионный проект 2015—2016 годов производства группы компаний «Красный квадрат», транслировавшийся на телеканале «Россия-1» и являвшийся его рейтинговым флагманским шоу.
Основной целью проекта являлся поиск современных талантливых исполнителей, достигших 16-летнего возраста и способных стать новыми звёздами отечественного шоу-бизнеса и телевидения.
Главный приз — собственный гастрольный тур победителя проекта по России.

## Формат
Пройдя этапы отбора, участники конкурса попадают в руки наставников — опытных музыкальных продюсеров. Раз в неделю команда даёт концерт, не понравившиеся наставникам-судьям участники покидают проект. Каждый продюсер выводит в финал шоу троих исполнителей, из которых лучшие попадают в суперфинал.

### Этапы
- 1 этап: Отбор
- 2 этап: Судейское прослушивание (прослушивание в студии, где решается, кто будет петь на главной сцене)
- 3 этап: Продюсерское прослушивание (выбор наставника)
- 4 этап: Концертные выступления (работа с продюсером и его командой)
- 5 этап: Суперфинал телешоу (зрительское голосование)

### Правила отбора
Согласно заявлениям создателей, «Главная сцена» — самый масштабный телепроект на российском телевидении. В отборочных турах приняли участие свыше 10 тысяч человек самых разных возрастов, профессий и национальностей. В результате такого кастинга на студийное прослушивание, транслируемое на канале «Россия 1», попали 150 музыкантов. Участники выступали по очереди под номерами. Затем своё мнение о номере высказывали члены жюри, говоря исполнителю «да» или «нет». Если трое или все четверо судей сказали «нет», участник выбывал из конкурса. Если трое или все четверо судей сказали «да», участник проходил в следующий этап телешоу. Если же голоса распределялись поровну, судьба участника решалась продюсерами-наставниками.

### Наставники и направления
Каждый судья-наставник выбирает для своей продюсерской команды исполнителей по пяти основным музыкальным направлениям:
- Уолтер Афанасьев и Елена Кипер — вокальный стиль соул.
- Виктор Дробыш и Стас Пьеха — эстрадный поп-рок.
- Игорь Матвиенко и Антон Беляев — фанк, этно и джаз-фьюжн.
- Константин Меладзе и Евгений Орлов — академическая нео-классика.
- Максим Фадеев и Олег Некрасов — танцевальная музыка цвета индиго.

Для подготовки конкурсантов к отчётным концертам продюсеры имеют право привлекать педагогов по вокалу и актёрскому мастерству, хореографов, режиссёров, стилистов и других специалистов.

## Рейтинги
По данным TNS Russia, рейтинг шоу «Главная сцена» в 2015 году достигал 6,0 %, доля — 18,2 %. При этом в январе — феврале 2015 года по баинговой аудитории телеканала «Россия-1» «все 25+» рейтинг составлял 13,5 %.

## История проекта
«Главная сцена» — это уже не первая попытка адаптировать в России британский телевизионный проект The X Factor. В 2005—2007 годах локализованная версия этого телеконкурса уже выходила в эфир под названием «Секрет успеха». «Секрет успеха» имел 2 сезона, но особой популярности и высоких рейтингов по сравнению с «Фабрикой звёзд» так и не получил, вследствие чего был закрыт в 2007 году. В 2011—2013 годах российская версия выходила под названием «Фактор А» (это название было дано в честь председателя жюри конкурса Аллы Пугачёвой). Оба телепроекта также были показаны на телеканале «Россия». Однако, в отличие от предыдущих адаптаций, «Главная сцена» не производилась по иностранной лицензии ввиду того, что компания FremantleMedia отозвала её по причине санкций против России. Это и повлекло за собой значительные изменения в правилах шоу (по обоюдному согласию с правообладателем). Тем не менее, влияние «The X Factor» на итоговый продукт заметно.
В каждом эпизоде шоу на сцене поочередно выступают участники, стараясь произвести максимальное впечатление на зрителей. Кто пройдет дальше, а кто уйдёт с проекта, решает жюри.
В течение всего сезона конкурсанты будут выступать перед жюри, пока не останется только один из них. Он и станет победителем проекта и получит главный приз — собственный гастрольный тур по России.

### Первый сезон
В декабре 2014 года компания «Красный квадрат» провела самый масштабный в истории российского телевидения кастинг на главной сцене страны — в концертном зале Государственного Кремлёвского дворца. По предложению продюсера проекта Ларисы Синельщиковой место проведения кастинга и стало названием нового шоу — «Главная сцена».
Для участия в кастинге нужно было зарегистрироваться на официальном сайте телеканала Россия russia.tv или сайте самого проекта scena.tv. Минимальный возраст участников при этом должен быть не менее 16 лет.
Ведущими шоу стали Гарик Мартиросян и певец Григорий Лепс, для которого это был первый опыт в качестве телеведущего.
В состав жюри вошли двукратный обладатель премии «Грэмми», автор хитов Мэрайи Кэри, Уитни Хьюстон и Селин Дион Уолтер Афанасьев, народный артист России Юрий Антонов, заслуженная артистка России Жанна Рождественская и рок-музыкант, основатель группы «Чиж & Со» Сергей Чиграков. Продюсерами и наставниками участников проекта стали Уолтер Афанасьев, Максим Фадеев, Игорь Матвиенко, Виктор Дробыш и Константин Меладзе.
Премьера проекта «Главная сцена» на телеканале «Россия-1» состоялась 30 января 2015 года в 21:00 московского времени.

#### Структура сезона
| ПРЕД-КАСТИНГ  |                 | из 10.000 участников отобрано 150 конкурсантов |
| Эпизоды 1-4   | Отборочные туры | Всего заявлено 150 участников (около 37 участников в каждом эпизоде). Жюри отбирает участников для следующего этапа большинством голосов. После четвертого отборочного тура, из участников отобранных жюри, наставники набирают себе команды из 12 конкурсантов. После чего наступает этап четвертьфиналов и начинается борьба на вылет, затем полуфиналы и финал. Пока из всех участников не останется только один — он и будет считаться лучшим артистом страны и победителем проекта «Главная сцена». В качестве главного приза он получит собственный гастрольный тур по стране!                                                    |
| Эпизоды 5-8   | Четвертьфиналы  | Всего заявлено 60 участников (по 12 участников от каждой продюсерской команды). Каждая продюсерская команда готовит 12 композиций — по 3 композиции в каждом четвертьфинале (русские или зарубежные хиты/авторские песни конкурсантов) — всего 60 песен (общее количество для 5 наставников). В одном эпизоде каждая продюсерская команда представляет по 3 участника («группа» считается одной музыкальной единицей). Наставники выбирают из 3-х участников только одного; у каждого наставника есть право спасти выбывшего участника. По итогам 4-х эпизодов остается 25 участников (по 5 участников от каждой продюсерской команды). |
| Эпизод 9 и 10 | Полуфиналы      | Заявлено 24 участника (по 5 от каждой команды, за исключением команды Константина Меладзе, в которой 4 участника). Наставники и их команды готовят 24 композиции (общее количество для 5 команд). Композиции выбираются наставником. Решение о том, кто из участников пройдет в финал принимает сам наставник команды. После полуфиналов в каждой команде остается тройка лучших участников. В следующий этап пройдут 15 участников (по 3 от каждой команды). |
| Эпизод 11     | Финал           | Всего заявлено 15 участников, по 3 в каждой команде. Решением наставника по итогам финала в каждой команде остается один самый лучший участник, который становится суперфиналистом проекта. Итого 5 суперфиналистов (по одному участнику от каждой команды). |
| Эпизод 12     | Суперфинал      | В Суперфинале 5 финалистов исполняют по 3 композиции: 1) Песня — хит, написанный наставником специально для финала; 2) Песня в дуэте со звездой; 3) Песня — лучшее выступление прошедших выпусков. Во время эфира идет зрительское голосование, по итогам которого в конце программы определяется победитель проекта «Главная сцена». |

#### Команды
| — Победитель — Суперфиналист | — Финалист — Полуфиналист — Выбывшие в 1/4 финала |

| Наставники          | Участники                  | Участники             | Участники            | Участники              | Участники             | Участники       | Участники |
| ------------------- | -------------------------- | --------------------- | -------------------- | ---------------------- | --------------------- | --------------- | --------- |
| Игорь Матвиенко     |                            |                       |                      |                        |                       |                 |           |
| Группа «Моя Мишель» | Группа Артем & Рома & Саша | Дуэт Олег&Таис        | Группа «Cardio Beat» | Зелимхан Темирсултанов | Александр Огородников | Анна Дуванова   |           |
| Группа «Озеро-L»    | Группа «Мейделех»          | Филипп Черевко        | Влада Сергеева       |                        |                       |                 |           |
| Константин Меладзе  |                            |                       |                      |                        |                       |                 |           |
| Сардор Милано       | Николай Тимохин            | Георгий Меликишвили   | Егор Василенко       | Александр Балыков      | Эллина Орлова         | Владимир Брилев |           |
| Евгений Южин        | Нодар Ревия                | Евгений Илларионов    | Влади Блайберг       |                        |                       |                 |           |
| Уолтер Афанасьев    |                            |                       |                      |                        |                       |                 |           |
| Ксения Дежнева      | Юлия Бойко                 | Группа «Jukebox Trio» | Екатерина Ковская    | Группа Folk Beat RF    | Артур Бэст            | Вероника Шрамко |           |
| Олеся Матакова      | Группа «Invois»            | Ясниель Наварро       |                      |                        |                       |                 |           |
| Виктор Дробыш       |                            |                       |                      |                        |                       |                 |           |
| Александр Иванов    | Ксения Павроз              | Группа «Kersy»        | Нана Арахамия        | Рита Дакота            | Влада Чупрова         | Анна Шестернина |           |
| Группа «The Коля»   | Таня Щербина               | Зариф Норов           | Сандра Пичхадзе      | Гульназ Хасанова       |                       |                 |           |
| Максим Фадеев       |                            |                       |                      |                        |                       |                 |           |
| Арсен Мукенди       | Ирина Олифер               | Игорь Пиджаков        | Виталий Гогунский    | Лия Саркисян           | Гаик Мовсисян         | Группа «Каспий» |           |
| Сева Ханагян        | Группа «Paellera»          | Юлия Плаксина         | Эрик Габриелян       | Юлия Коваленко         | Ян Степанов           |                 |           |

#### Прослушивания

##### Первый выпуск
Легенда
 — Член жюри сказал «да»

 — Член жюри сказал «нет»

     — Участник получил голоса поровну от жюри

     — Участник был спасён правом вето

     — Участник не прошёл прослушивания

     — Участник прошёл прослушивания, но не прошёл в четвертьфинал
| Номер | Исполнитель                                                      | Песня                        | Члены жюри и их выбор | Члены жюри и их выбор | Члены жюри и их выбор | Члены жюри и их выбор | Наставник          |
| Номер | Исполнитель                                                      | Песня                        | Уолтер А.             | Жанна Р.              | Юрий А.               | Сергей Ч.             | Наставник          |
| ----- | ---------------------------------------------------------------- | ---------------------------- | --------------------- | --------------------- | --------------------- | --------------------- | ------------------ |
| 1     | Лия Саркисян 20 лет, Москва                                      | «Moscow Calling»             |                       |                       |                       |                       | Максим Фадеев      |
| 2     | Игорь Пиджаков 23 года, Екатеринбург                             | «Проститься»                 |                       |                       |                       |                       | Максим Фадеев      |
| 3     | Дмитрий Янковский 23 года, Санкт-Петербург                       | «Тучи»                       |                       |                       |                       |                       | —                  |
| 4     | Влада Сергеева 16 лет, Самара                                    | Цыганская Народная Песня     |                       |                       |                       |                       | Игорь Матвиенко    |
| 5     | Арсен Мукенди 23 года, Киншаса, Демократическая Республика Конго | «This is the man’s world»    |                       |                       |                       |                       | Максим Фадеев      |
| 6     | Айдар Сулейман 26 лет, Казань                                    | «Не уходи»                   |                       |                       |                       |                       | —                  |
| 7     | Юлия Плаксина 23 года, Москва                                    | «Love is gone»               |                       |                       |                       |                       | Максим Фадеев      |
| 8     | Филипп Черевко 28 лет, Санкт-Петербург                           | «На Сиреневой Луне»          |                       |                       |                       |                       | Игорь Матвиенко    |
| 9     | Александр Иванов 20 лет, Санкт-Петербург                         | «А на меньшее я не согласен» |                       |                       |                       |                       | Виктор Дробыш      |
| 10    | Анна Шестернина 27 лет, Владивосток                              | «Someone Like You»           |                       |                       |                       |                       | Виктор Дробыш      |
| 11    | Сардор Милано 23 года, Ташкент, Узбекистан                       | «Time to say goodbye»        |                       |                       |                       |                       | Константин Меладзе |
| 12    | Ксения Павроз 35 лет, Санкт-Петербург                            | «Моя бабушка курит трубку»   |                       |                       |                       |                       | Виктор Дробыш      |
| 13    | Иван Жуков 26 лет, Москва                                        | «Любовь, похожая на сон»     |                       |                       |                       |                       | —                  |
| 14    | Марк Эвич 25 лет, Москва                                         | «American Boy»               |                       |                       |                       |                       | —                  |
| 15    | Эра Канн 21 год, Москва                                          | «Под окном птиченька»        |                       |                       |                       |                       | —                  |
| 16    | Олег Баламутов 37 лет, Москва                                    | «А напоследок я скажу»       |                       |                       |                       |                       | —                  |
| 17    | Стас Зыков 27 лет, Донецк, Украина                               | «S.O.S»                      |                       |                       |                       |                       | —                  |
| 12    | Евгений Илларионов 21 год, Смоленск                              | «Колесо»                     |                       |                       |                       |                       | Константин Меладзе |

##### Второй выпуск
Прочие выступления:
- Григорий Лепс, Гарик Мартиросян, Юлия Савичева, Вера Брежнева, Сергей Чиграков, Стас Пьеха, Виктор Дробыш, Глюкоза — Атас (в честь 55-летия Игоря Матвиенко)
- Все участники проекта и Сергей Чиграков — Хучи Мен (в честь дня рождения Сергея Чигракова)

Легенда
 — Член жюри сказал «да»

 — Член жюри сказал «нет»

     — Участник получил голоса поровну от жюри

     — Участник был спасён правом вето

     — Участник не прошёл прослушивания

     — Участник прошёл просушивания, но не прошёл в четвертьфинал
| Номер | Исполнитель                                             | Песня                                  | Члены жюри и их выбор | Члены жюри и их выбор | Члены жюри и их выбор | Члены жюри и их выбор | Наставник          |
| Номер | Исполнитель                                             | Песня                                  | Уолтер Афанасьев      | Жанна Рождественская  | Юрий Антонов          | Сергей Чиграков       | Наставник          |
| ----- | ------------------------------------------------------- | -------------------------------------- | --------------------- | --------------------- | --------------------- | --------------------- | ------------------ |
| 1     | Ирина Олифер 37 лет, посёлок Вохма, Костромская область | «Ты река ль моя реченька»              |                       |                       |                       |                       | Игорь Матвиенко    |
| 2     | Николай Тимохин 26 лет, Санкт-Петербург                 | «Опять Метель»                         |                       |                       |                       |                       | Константин Меладзе |
| 3     | Александр Лавер 19 лет, Москва                          | «Ночной Хулиган»                       |                       |                       |                       |                       | Уолтер Афанасьев   |
| 4     | Виталий Гогунский 36 лет, Кременчуг, Украина            | «Конь»                                 |                       |                       |                       |                       | Максим Фадеев      |
| 5     | группа «FolkBeat RF» Москва                             | «На улице дождик»                      |                       |                       |                       |                       | Уолтер Афанасьев   |
| 6     | Таис Логвиненко 17 лет, Кишинёв, Молдавия               | «Романс»                               |                       |                       |                       |                       | Игорь Матвиенко    |
| 7     | Абидеми Адеддеджи 25 лет, Мичуринск                     | «Небо на ладони»                       |                       |                       |                       |                       | —                  |
| 8     | Юлия Бойко 23 года, Шарья, Костромская область          | «Ты полынь»                            |                       |                       |                       |                       | Уолтер Афанасьев   |
| 9     | Екатерина Ковская 30 лет, Санкт-Петербург               | «Фетиш»                                |                       |                       |                       |                       | Уолтер Афанасьев   |
| 9     | Артем Амчиславский 20 лет, Сочи                         | «Uptown Funk»                          |                       |                       |                       |                       | Уолтер Афанасьев   |
| 10    | Ксения Дежнева 34 года, Москва                          | Опера Евгения Онегина                  |                       |                       |                       |                       | Уолтер Афанасьев   |
| 11    | Иван Чебанов 27 лет, Барнаул                            | «Я тебе небо дарю» (собственная песня) |                       |                       |                       |                       | —                  |
| 10    | Егор Василенко 27 лет, Тула                             | «Скажите, девушки»                     |                       |                       |                       |                       | Константин Меладзе |
| 11    | Алиса Данелия 22 года, Батуми, Грузия                   | «Bad Girls»                            |                       |                       |                       |                       | —                  |
| 12    | Олег Сидоров 20 лет, Краснознаменск                     | «Любовь и одиночество»                 |                       |                       |                       |                       | Игорь Матвиенко    |
| 13    | группа «Cardio Beat» Алматы, Казахстан                  | «Чудесная Страна»                      |                       |                       |                       |                       | Игорь Матвиенко    |
| 13    | группа «Мейделех» Москва                                | «Угонщица»                             |                       |                       |                       |                       | Игорь Матвиенко    |

##### Третий выпуск
Прочие выступления:
- Гарик Мартиросян и Григорий Лепс — We will rock you
- Юрий Антонов и Григорий Лепс — У берез и сосен

Легенда
 — Член жюри сказал «да»

 — Член жюри сказал «нет»

     — Участник получил голоса поровну от жюри

     — Участник был спасён правом вето

     — Участник не прошёл прослушивания

     — Участник прошёл просушивания, но не прошёл в четвертьфинал
| Номер | Исполнитель                             | Песня                             | Члены жюри и их выбор | Члены жюри и их выбор | Члены жюри и их выбор | Члены жюри и их выбор | Наставник          |
| Номер | Исполнитель                             | Песня                             | Уолтер Афанасьев      | Жанна Рождественская  | Юрий Антонов          | Сергей Чиграков       | Наставник          |
| ----- | --------------------------------------- | --------------------------------- | --------------------- | --------------------- | --------------------- | --------------------- | ------------------ |
| 1     | Нодар Ревия 22 года, Москва             | «Where to begin (Love Story)»     |                       |                       |                       |                       | Константин Меладзе |
| 2     | Анна Дуванова 23 года, Екатеринбург     | «До свиданья, мама!»              |                       |                       |                       |                       | Игорь Матвиенко    |
| 3     | Севак Ханагян 27 лет, Курск             | «Танцы на стеклах»                |                       |                       |                       |                       | Максим Фадеев      |
| 4     | группа «InvOis» Москва                  | «Istambul»                        |                       |                       |                       |                       | Уолтер Афанасьев   |
| 5     | Павел Кузьмин 27 лет, Пушкин            | «Ты моя мелодия»                  |                       |                       |                       |                       | —                  |
| 6     | Александр Балыков 29 лет, Барнаул       | «Viva»                            |                       |                       |                       |                       | Константин Меладзе |
| 7     | Гайк Мовсисян 28 лет, Киров             | «As»                              |                       |                       |                       |                       | Максим Фадеев      |
| 8     | группа «My sister’s band» Обнинск       | «Танкист»                         |                       |                       |                       |                       | —                  |
| 9     | группа «Моя Мишель» Благовещенск        | «Я твоя Дура» (собственная песня) |                       |                       |                       |                       | Игорь Матвиенко    |
| 10    | Эрик Габриелян 17 лет, Ереван, Армения  | «Very Superstitious»              |                       |                       |                       |                       | Максим Фадеев      |
| 11    | Эллина Орлова 24 года, Белоярский       |                                   |                       |                       |                       |                       | Константин Меладзе |
| 12    | Евгений Южин 30 лет, Санкт-Петербург    | «Ах ты, душечка»                  |                       |                       |                       |                       | Константин Меладзе |
| 13    | Александр Огородников 24 года, Кемерово | «Unchain My Heart»                |                       |                       |                       |                       | Игорь Матвиенко    |
| 13    | Зелимхан Темирсултанов 24 года, Грозный | «The Heathen»                     |                       |                       |                       |                       | Максим Фадеев      |
| 14    | группа «Jukebox Trio» Москва1           | «Sir Duke»                        |                       |                       |                       |                       | Виктор Дробыш      |
| 13    | Нана Арахалия 22 года, Сочи             | «Душа»                            |                       |                       |                       |                       | Игорь Матвиенко    |
| 14    | Таня ms. Sounday2 25 лет, Химки         | «Like a Star»                     |                       |                       |                       |                       | Виктор Дробыш      |
| 15    | Ясниель Наварро 28 лет, Гавана, Куба    |                                   |                       |                       |                       |                       | Уолтер Афанасьев   |

Примечания
- ↑  Солист «Jukebox Trio» Владимир Иванов, выступал в проекте Голос, за город Казань.
- ↑  Настоящее имя певицы Татьяна Щербина

##### Четвёртый выпуск (заключительный) + отборы наставников
Прочие выступления:
- Гарик Мартиросян — Он тебя целует (в честь его дня рождения)
- Стас Михайлов и Николай Расторгуев — Мечты сбываются (в честь 70-летия Юрия Антонова)

Легенда
 — Член жюри сказал «да»

 — Член жюри сказал «нет»

     — Участник получил голоса поровну от жюри

     — Участник прошёл, но показан не был

     — Участник был спасён правом вето

     — Участник не прошёл прослушивания

     — Участник прошёл просушивания, но не прошёл в четвертьфинал
| Номер | Исполнитель                                     | Песня                                       | Члены жюри и их выбор | Члены жюри и их выбор | Члены жюри и их выбор | Члены жюри и их выбор | Наставник          |
| Номер | Исполнитель                                     | Песня                                       | Уолтер Афанасьев      | Жанна Рождественская  | Юрий Антонов          | Сергей Чиграков       | Наставник          |
| ----- | ----------------------------------------------- | ------------------------------------------- | --------------------- | --------------------- | --------------------- | --------------------- | ------------------ |
| 1     | Зариф Норов 26 лет, Актюбинск, Казахстан        | «Everything I Do, I Do It For You»          |                       |                       |                       |                       | Виктор Дробыш      |
| 2     | Аурика МГОИ 20 лет, Ижевск                      | «Sing it back»                              |                       |                       |                       |                       | —                  |
| 3     | 110 Volt3 Москва                                | «Детка-Это Рок н Ролл!»(собственная песня)  |                       |                       |                       |                       | —                  |
| 4     | Юрий Титов 29 лет, Москва                       | «Monolisa»                                  |                       |                       |                       |                       | —                  |
| 5     | Вероника Шрамко 22 года, Краснодар              | «Part Time Lover»                           |                       |                       |                       |                       | Уолтер Афанасьев   |
| 6     | Георгий Меликешвили 36 лет, Телави, Грузия      | «Ещё Минута»                                |                       |                       |                       |                       | Константин Меладзе |
| 7     | Влада Чупрова 28 лет, Санкт-Петербург           | «Звезда по имени Солнце»                    |                       |                       |                       |                       | Виктор Дробыш      |
| 8     | Владимир Брилев 29 лет, Новороссийск            | «Je suis malade»                            |                       |                       |                       |                       | Константин Меладзе |
| 9     | группа «Каспий» Москва                          | «Расстояния» (собственная песня)            |                       |                       |                       |                       | Максим Фадеев      |
| 10    | группа «Kersy» Минск, Белоруссия                |                                             |                       |                       |                       |                       | Виктор Дробыш      |
| 11    | Рита Дакота 24 года, Минск, Белоруссия          | «Прошлогодние перчатки» (собственная песня) |                       |                       |                       |                       | Уолтер Афанасьев   |
| 12    | Гульназ Хасанова 20 лет, Казань                 | «Свет твоей любви»                          | ?                     | ?                     |                       | ?                     | Виктор Дробыш      |
| 13    | Борис Голик 32 года, Ангарск, Иркутская область | «Шанхай-Блюз»                               |                       |                       |                       |                       | —                  |
| 14    | Сандра Пичхадзе 19 лет, Ахалцихе, Грузия        |                                             | ?                     | ?                     | ?                     | ?                     | Виктор Дробыш      |
| 15    | Олеся Матакова 23 года, Санкт-Петербург         | «I Wish»                                    |                       |                       |                       |                       | Уолтер Афанасьев   |
| 16    | Юлия Коваленко 23 года, Москва                  |                                             | ?                     | ?                     | ?                     | ?                     | Максим Фадеев      |
| 17    | группа «Акапелла Экспресс» Москва               |                                             |                       |                       |                       |                       | —                  |
| 18    | Ян Степанов 17 лет, Кирово-Чепецк               | «Мама»                                      | ?                     |                       | ?                     | ?                     | Максим Фадеев      |
| 19    | группа «The Коля» Одесса, Украина               | «Зимний сон»                                |                       |                       |                       |                       | Виктор Дробыш      |
| 20    | Группа «Paellera» Москва                        | «Телефонная книжка»                         | ?                     | ?                     | ?                     |                       | Максим Фадеев      |
| 21    | Артур Бэст 34 года, Капан, Армения              | «Вечная Любовь»                             |                       |                       |                       |                       | Уолтер Афанасьев   |
| 22    | группа «Озеро-L» Москва                         |                                             | ?                     | ?                     | ?                     | ?                     | Игорь Матвиенко    |
| 23    | Ян Степанов 18 лет, Нижний Новгород             | «Се ля ви»                                  | ?                     |                       | ?                     | ?                     | Константин Меладзе |
| 24    | Влади Блайберг 32 года, Тель-Авив, Израиль      | «Ave Maria» (на русском)                    | ?                     |                       | ?                     | ?                     | Константин Меладзе |

↑  — Женя Отрадная представлялась с новой группой 110 Volt

#### Финальное выступление участников
- группа «Kersy» и Бурановские бабушки — «Party For Everybody»
- Группа «Моя Мишель» и Николай Расторгуев — «Michelle»
- Дуэт Олег&Таис — «Ты неси меня река»
- Jukebox Trio и Тина Кузнецова — «Ваня»
- Юлия Бойко — «My Heart Will Go On»
- Жанна Рождественская, Екатерина Ковская, Вероника Шрамко, группа «InvOis» — «Позвони Мне»
- Григорий Лепс и Владимир Пресняков-младший— «Беги по Небу»
- Наргиз Закирова — «Ты моя нежность»

#### Суперфинал
Суперфинал проекта состоялся 17 апреля 2015 года в Государственном Кремлёвском дворце. Трансляция шла в прямом эфире на телеканале Россия 1 в 21:00 по Московскому времени. По итогу зрительских голосований победителем стал Сардор Милано.

### Продюсеры и их финалисты
— Победивший наставник. Участники суперфинала выделены жирным шрифтом.
| Сезон | Уолтер Афанасьев                       | Виктор Дробыш                               | Игорь Матвиенко                      | Константин Меладзе                                | Максим Фадеев                             |
| ----- | -------------------------------------- | ------------------------------------------- | ------------------------------------ | ------------------------------------------------- | ----------------------------------------- |
| 1     | Ксения Дежнева Юлия Бойко Jukebox Trio | Александр Иванов Ксения Павроз группа KERSY | «Моя Мишель» Дуэт Олег&Таис Бойзбенд | Сардор Милано Георгий Меликишвили Николай Тимохин | Арсен Мукенди Ирина Олифер Игорь Пиджаков |

### Участвовали в других проектах
- Лия Саркисян — Голос (1 сезон), выбыла на этапе поединков
- The Коля (Коля Серга) — Фабрика Звезд (Украина), 3 сезон (3 место).
- Юлия Плаксина — X-Фактор (Украина), 3 сезон, Новая Волна
- Александр Иванов — представитель Белоруссии на Евровидение 2016, 12 место в полуфинале, Битва хоров 2 сезон
- Эра Канн — Голос (4 сезон), финалистка, команда Басты
- Николай Тимохин — Секрет Успеха, Фактор А и Голос (2 сезон), выбыл на этапе нокаутов
- Иван Чебанов — Голос (3 сезон), выбыл на этапе нокаутов, команда Пелагеи, затем Димы Билана; Фантастика (1 сезон), продержался до финала под аватаром Бутона.
- Нодар Ревия — Голос (2 сезон), четвертьфиналист, команда Пелагеи
- Зариф Норов — Голос (3 сезон), выбыл на этапе поединков, команда Пелагеи
- Георгий Меликишвили — Голос (2 сезон), выбыл на этапе нокаутов, команда Леонида Агутина, затем Пелагеи
- Влада Чупрова — Голос (1 сезон), выбыла на этапе поединков, в команде Леонида Агутина
- Олеся Матакова — X-Фактор (Украина), 3 сезон
- Артур Бест — Голос (3 сезон), дошёл до четвертьфинала, команда Леонида Агутина
- Евгения Отрадная — Секрет Успеха, финалистка
- Юрий Титов — Фабрика звёзд 4, Народный Артист (1 сезон), Голос
- Рита Дакота — Фабрика звёзд 7
- Аурика МГОИ — Голос (5 сезон), выбыла на этапе поединков, команда Димы Билана
- Влади Блайберг — Голос (5 сезон), четвертьфиналист, команда Леонида Агутина
- Олег Сидоров — Голос (5 сезон), четвертьфиналист, команда Димы Билана, Новая Волна
- Екатерина Ковская — Голос (5 сезон), четвертьфиналистка, команда Полины Гагариной
- Сардор Милано — Голос (5 сезон), финалист, команда Полины Гагариной, Новая Волна
- Кайрат Примбердиев — Голос (5 сезон), финалист, команда Димы Билана
- Севак Ханагян — Х-Фактор (Украина), победитель 7 сезона, команда Антона Савлепова, Голос (4 сезон), представитель Армении на Евровидении 2018
- Арсений Бородин — Фабрика звёзд 6, Голос 6, Новая Волна
- Jigboys — Фабрика звёзд (Казахстан), Новая волна — 2012, Победитель
- Юлия Бойко — Успех
- ЛОVI — Победитель
- Александра Балакирева — Фабрика звёзд 5, Пять звёзд (в составе группы «КуБа»)
- Ангелина Сергеева — Голос (2 сезон)
- Пётр Елфимов — представитель Белоруссии на Евровидении 2009, Голос (2 сезон), четвертьфиналист, команда Леонида Агутина
- Ксения Павроз — Голос (9 сезон), выбыла на этапе поединков
- Василий Уриевский - Голос (5 сезон)

### Второй сезон
Во втором сезоне проект претерпел серьезные изменения, превратившись в музыкальную академию, которая ищет таланты для отечественной эстрады и в которую принимают только исполнителей, поющих на русском языке.
Также изменились и критерии оценки участников — в новом сезоне ими стали вокал, артистизм и сценическое мастерство, что повлияло на состав звездных гостей шоу.
В каждом выпуске участвовали по 12 человек, отобранных в результате кастинга, прошедшего в нескольких крупных городах России. Во второй тур выходило 6 участников.
Всего к отборочным турам было допущено 96 конкурсантов.
Первый выпуск шоу состоялся 13 сентября 2015 года.
Ведущими второго сезона изначально были Эрнест Мацкявичюс и Наргиз Закирова, однако 3 октября 2015 года Закирова после четвёртого выпуска шоу отказалась его вести, заявив в интервью Life.ru: «я искренне симпатизирую участникам и создателям шоу, но, думаю, я скорее певица, нежели ведущая». После её ухода второй ведущей проекта стала Марина Кравец.

#### Структура сезона
| ПРЕД-КАСТИНГ    |                     | Среди 12.000 исполнителей российских песен выбрано 96 конкурсантов                                                                                 |
| Эпизоды 1-8     | Отборочные туры     | Из 12 участников, появляющихся на сцене в конце каждой недели, жюри оставляет в проекте шестерых наиболее ярких вокалистов.                        |
| Эпизоды 9-12    | Четвертьфиналы      | 50 музыкантов должны проявить свой артистизм в дуэлях, исполняя кавер-версии известных советских кинохитов.                                        |
| Эпизоды 13 и 14 | Полуфиналы          | 24 участника соревнуются на сцене стильными образами и собственным коронным репертуаром. телезрителям доступен режим КАРАОКЕ                       |
| Эпизод 15       | Финал 2 января 2016 | Заявлено 18 лучших исполнителей и музыкальных коллективов. Решением зрительского sms-голосования определяются победители телешоу.                  |
| Эпизод 16       | Гала-концерт        | В заключительном гала-концерте принимают участие как финалисты телепроекта «Главная сцена», так и различные звёзды современной российской эстрады. |

#### Участники, пробившиеся на сцену
| — Суперфиналист шоу — Призёры телешоу — Победители в тройках | — Финалисты — Полуфиналисты — Выбывшие в 1/4 финала |

| Наставники                                                   | Топ 50 участников       | Топ 50 участников    | Топ 50 участников          | Топ 50 участников              | Топ 50 участников          | Топ 50 участников |
| ------------------------------------------------------------ | ----------------------- | -------------------- | -------------------------- | ------------------------------ | -------------------------- | ----------------- |
| Николай Носков                                               |                         |                      |                            |                                |                            |                   |
| Мария Шерер                                                  | рок-группа «MULTIVERSE» | гр. «Radio Kamerger» | Юлия Волкова               | Анна Носачёва                  | Малика Разакова            |                   |
| Василий Уриевский                                            | Пётр Елфимов            | Иделия Мухаметзянова | Евгений Крафт              | Паулина Дмитренко Надежда Садо | группа «ОченьКрасивые»     |                   |
| Диана Арбенина                                               |                         |                      |                            |                                |                            |                   |
| группа «Рекорд Оркестр»                                      | группа «После 11»       | группа «N.E.V.A»     | Дмитрий Мурин              | Ангелина Сергеева              | Пётр Савицкий              |                   |
| Алёна Петровская                                             | Юрий Кононов            | Илья Григорьев       | группа «Прайм-тайм»        | Ксения Коламбацкая             | Александра Балакирева      |                   |
| Валерий Леонтьев                                             |                         |                      |                            |                                |                            |                   |
| Кайратбек Примбердиев                                        | Анна Салеева            | Анна Малышева        | группа «Мила Ракета»       | Сангина Шарипова               | группа «Квинтенза»         |                   |
| Арсений Бородин                                              | Июлина Попова           | Саша Санта           | Анна Мушак                 | Ачи Пурцеладзе                 | группа «Jigboys»           |                   |
| Елена Ваенга (часто заменяли Владимиром Пресняковым-младшим) |                         |                      |                            |                                |                            |                   |
| Асет Самраилова                                              | Нани Ева                | Саид Ибрагимов       | Данил Буранов & 18+PROJECT | Альберт Жалилов                | группа Young Adults        |                   |
| группа «Кosmax Band»                                         | Мария Клишина           | Екатерина Трубилина  | группа «Dedoox»            | «КБ Дмитрия Варёнкина»         | Кристина Ярская Слава Шарк |                   |

### Ведущие проекта
| Сезоны | 1-й ведущий                   | 1-й ведущий                                                      | 2-й ведущий       | 2-й ведущий               |
| 1      | Григорий Лепс                 | популярный певец                                                 | Гарик Мартиросян  | шоумен                    |
| 2      | Наргиз Закирова Марина Кравец | популярная певица, финалистка шоу «Голос» резидент «Comedy Club» | Эрнест Мацкявичюс | ведущий программы «Вести» |

- С 5 выпуска вместо Наргиз Закировой ведущей телешоу стала Марина Кравец.

## Критика
По мнению музыкального критика Артура Гаспаряна, некоторые из финалистов шоу «Главная сцена» являются потенциальными кандидатами от России на участие в международном музыкальном конкурсе Евровидение.
Аналогичной точки зрения придерживается и продюсер Константин Меладзе, считающий вполне возможным вариант отправки на Евровидение финалиста «Главной сцены», поскольку «даже после первой фазы кастингов такие люди есть» и «в Евровидении должны участвовать молодые артисты, у которых все впереди».